# Búzafalva
Búzafalva (szlovákul: Buzice) Kassamindszent településrésze, 1961 előtt önálló falu Szlovákiában, a Kassai kerület Kassa-vidéki járásában.

## Fekvése
Kassától 10 km-re, délkeletre található.

## Története
1427-ben „Buzapeterfalua” néven említik először, ekkor 3 porta volt a faluban Búza Péter birtokában. „Buzafalwa” néven 1444-ben szerepel először oklevélben.
A 18. század végén Vályi András így ír róla: „BÚZA FALVA. Magyar falu Abaúj Vármegyében, birtokosa a’ Királyi Kamara, lakosai leg inkább katolikusok, fekszik a’ Kassai járásban, ámbár fája épűletre nintsen, földgyeinek, és réttyeinek felét a’ víz járja, de mivel határja termékeny, és Kassához közel vagyon, holott vagyonnyait jól eladhattya, első Osztálybéli.”
Fényes Elek 1851-ben kiadott geográfiai szótárában így ír a faluról: „Búzafalva, tót falu, Abauj vármegyében, ut. p. Kassához délre 1 1/2 órányira: 260 r. kath., 48 g. kath., 36 ref., 54 zsidó lak. Határa rónán fekszik s bő termékenységű. F. u. Korotnoky, Péchy, Kende örökösök, s kassai seminarium.”
Borovszky Samu monográfiasorozatának Abaúj-Torna vármegyét tárgyaló része szerint: „Koksó-Baksától nyugatra, a kassa-ujhelyi országut mellett vannak az u. n. »aprófalvak«, ugymint Buzafalva 53 házzal, 352 magyar és tót lakossal; Bernátfalva 37 házzal, 223 magyar és tót ajku lakossal; Koksó-Mindszent, 40 házzal, 251 német és tót ajku lakossal, régi kath. templommal, mely 1695-ben épült; Csontosfalva, 39 házzal, 284 magyar és tót ajku lakossal; Gecse, 62 házzal 503 magyar és tót ajku lakossal. Mind az öt kisközségnek a postája és táviró-állomása Csány. Eredetileg, a személy- és dülőnevek bizonysága szerint, magyarok lakták ezt az öt falut is, de a kurucz háboruk lezajlása után betelepitett tótok eltótositották. Lakosaik közül sokan vándoroltak ki Amerikába, otthagyván gazdátlanul apró házaikat, melyek egymásután düledeznek össze.”
1910-ben 316, túlnyomórészt szlovák lakosa volt. A trianoni diktátumig Abaúj-Torna vármegye Kassai járásához tartozott. 1938 és 1944 között – az I. bécsi döntés következtében – ismét magyar fennhatóság alá került.
1961-ben vonták össze Bernátfalva, Csontosfalva és Kassamindszent településekkel.

## Lásd még
- Bernátfalva
- Csontosfalva
- Kassamindszent